# 维多利亚瀑布
維多利亞瀑布（英語：Victoria Falls）或稱莫西奧圖尼亞瀑布，位于非洲赞比西河的中游，尚比亞与辛巴威的国界上，是世界三大瀑布之一。它宽约1.7公里，高约108公尺。
1855年苏格兰探险家戴维·利文斯通成为首位见到维多利亚瀑布的欧洲人，并以维多利亚女王的名字为之命名。当地人则称它为莫西奥图尼亚（Mosi-oa Tunya，托卡莱雅汤加语，意为「像雷霆般轰轰作响的烟雾」）。
维多利亚瀑布也是尚比亞的莫西奥图尼亚国家公园和辛巴威的维多利亚瀑布国家公园的一部分。1989年，联合国教科文组织将维多利亚瀑布和这两个国家公园列入世界遗产的名录。它们是南部非洲最重要的旅游点之一。

## 历史
已知最早住在维多利亚瀑布附近的人是狩猎采集的科伊桑人。后来人在此定居，他们称维多利亚瀑布为。再后来恩德贝勒人在此落脚，并称维多利亚瀑布为。最后在这里定居的马可洛洛族的人则称之为莫西奥图尼亚，意思是像雷霆般轰轰作响的烟雾。
1851年苏格兰传教士和探险家戴维·利文斯敦听说在非洲内陆有一个大瀑布并开始寻找这个瀑布。从1852年到1856年他从赞比西河的上游向下探险一直到达海岸。1855年11月16日他成为第一个看到这个大瀑布的欧洲人。利文斯敦是从上游接近维多利亚瀑布的，在瀑布上方他越过了一个小岛，今天这个岛就叫做利文斯敦岛。利文斯敦在赞比西河上游就已经被瀑布的景象所打动，他觉得维多利亚瀑布比上游的瀑布要壮观多了：在一团水雾下赞比西河就像是突然从地面上消失了一般。下大雨后这团水雾在数公里外就可看到。人越走近维多利亚瀑布，其轰鸣之声就越响。这个奇景至今未变。他以维多利亚女王的名字为之命名。他写道：“在英国没有这样美丽的景象，没有人能够想像出它的美景。从来就没有一个欧洲人看到过它，只有天使在飞过这里时才能看到这么漂亮的景象。”
1860年利文斯敦与约翰·柯克一起重返维多利亚瀑布并对之进行详细的研究。利文斯敦本人当时就已经理会到了这个瀑布形成的过程：“......赞比西河从它的左岸向右岸不断刻入坚硬的花岗岩。”其他早期到达过维多利亚瀑布的欧洲人有葡萄牙探险家塞尔帕·平托和英国画家托马斯·贝恩斯，贝恩斯也是最早为维多利亚瀑布画画的人。直到1905年铁路通到维多利亚瀑布，外部很少有人到达这裡。
1934年一个68.6平方公里大的跨国界的地区受到保护，从1972年开始这个地区正式成为莫西奥图尼亚国家公园。

## 特色
马可洛洛族的名字来自从大瀑布上升的烟雾，这个烟雾可以达到300米的高处，即使在30千米外也可以看到。三比西河的河水在这里沿1,708米的宽度上下落至110米。因此维多利亚瀑布是地球上最宽的、一致下落的瀑布。在二月到三月发大水时瀑布的流量可以达10,000m³/s，而在干燥季节中瀑布的流量有时只有170m³/s。瀑布所产生的水雾在瀑布附近促长了一片雨林。不过维多利亚瀑布不总是这样庞大，在干旱的年间在九月和十月它也会变成一条小溪。
维多利亚瀑布是世界三大瀑布之一，准确来说是一个瀑布群，由『魔鬼瀑布』、『马蹄瀑布』、『彩虹瀑布』、『主瀑布』及『东瀑布』共五道宽达公引的大瀑布组成。1.5亿年前，地壳运动所造成的岩石断裂谷正好横切三比西河，河水直接泻入长72千米、宽25～75米的峡谷，形成了维多利亚瀑布。
瀑布右岸最浅，只有80米的深度，中部最深，达110米，是尼亚加拉瀑布的两倍。在满月时透过瀑布的水雾可以看到月晕，而在白天水雾导致彩虹。
本来戴维·利文斯敦想利用三比西河作为“神之大道”来基督化南非内陆，但是维多利亚瀑布成为了河上无法通过的一个关口。它将河的上下游隔开。大量的水在这里坠入深处，然后沿着一个曲折的峡谷流出，而这个流出点是峡谷唯一的出口。维多利亚瀑布也是三比西河中游的开始，三比西河的中游从这里开始流经多个峡谷，最后到达莫桑比克的卡霍拉巴萨水坝结束。

### 瀑布下

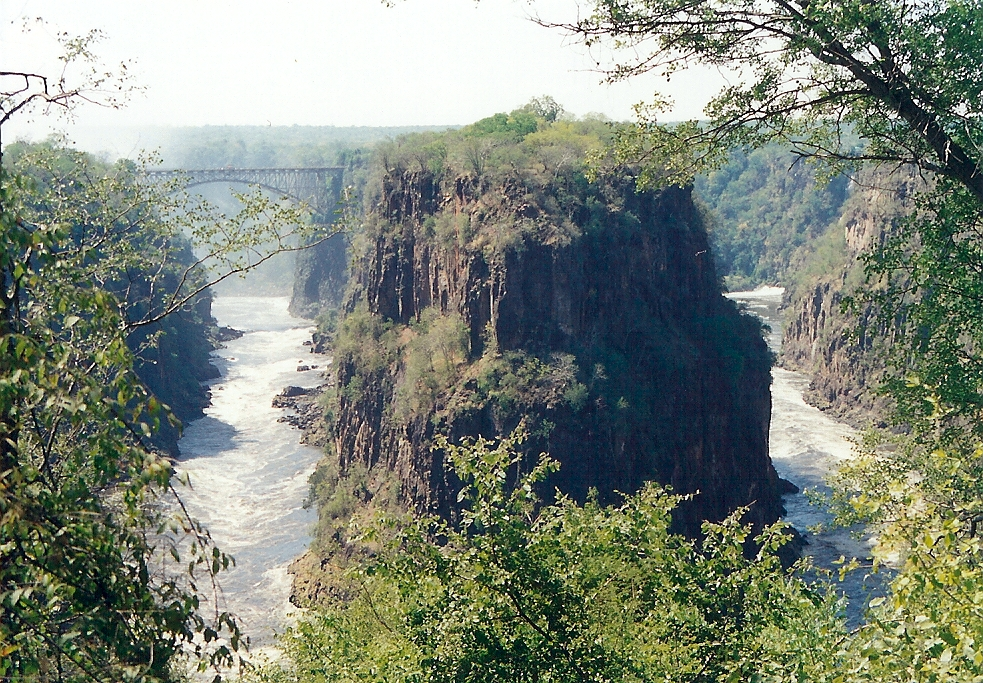
维多利亚瀑布下的峡谷

瀑布唯一的出口是一个在离瀑布西岸约2/3距离的一个深谷，这个深谷约30米宽，整个河水流入这个深谷，首先笔直流约120米，然后进入一个曲折的峡谷系统，这个峡谷系统约长80千米，是过去瀑布在花岗岩中刻出来的。
在第一个转折点有一个小潭，在水少的时候这个潭裡的水浅而平静，在大水时潭中有许多缓慢、巨大的漩涡。峡谷的壁高120米。

### 铁路桥
就在第一段峡谷上，几乎与瀑布垂直处，有一座铁路桥。它是唯一一座跨越三比西河的桥梁，1905年4月落成。大桥跨越250米，其中最大的拱跨越150米。低水时水面与桥面的距离为125米。本来它应该成为赛西尔·罗兹计划的好望角-开罗铁路的一部分，今天有班车连接维多利亚瀑布镇、利文斯敦和布拉瓦约，以及连接利文斯敦与路沙卡。

### 魔鬼游泳池
魔鬼游泳池（Devil's Swimming Pool）位於尚比亞與辛巴威之間，维多利亚瀑布利文斯敦島上，是個天然的泳池。

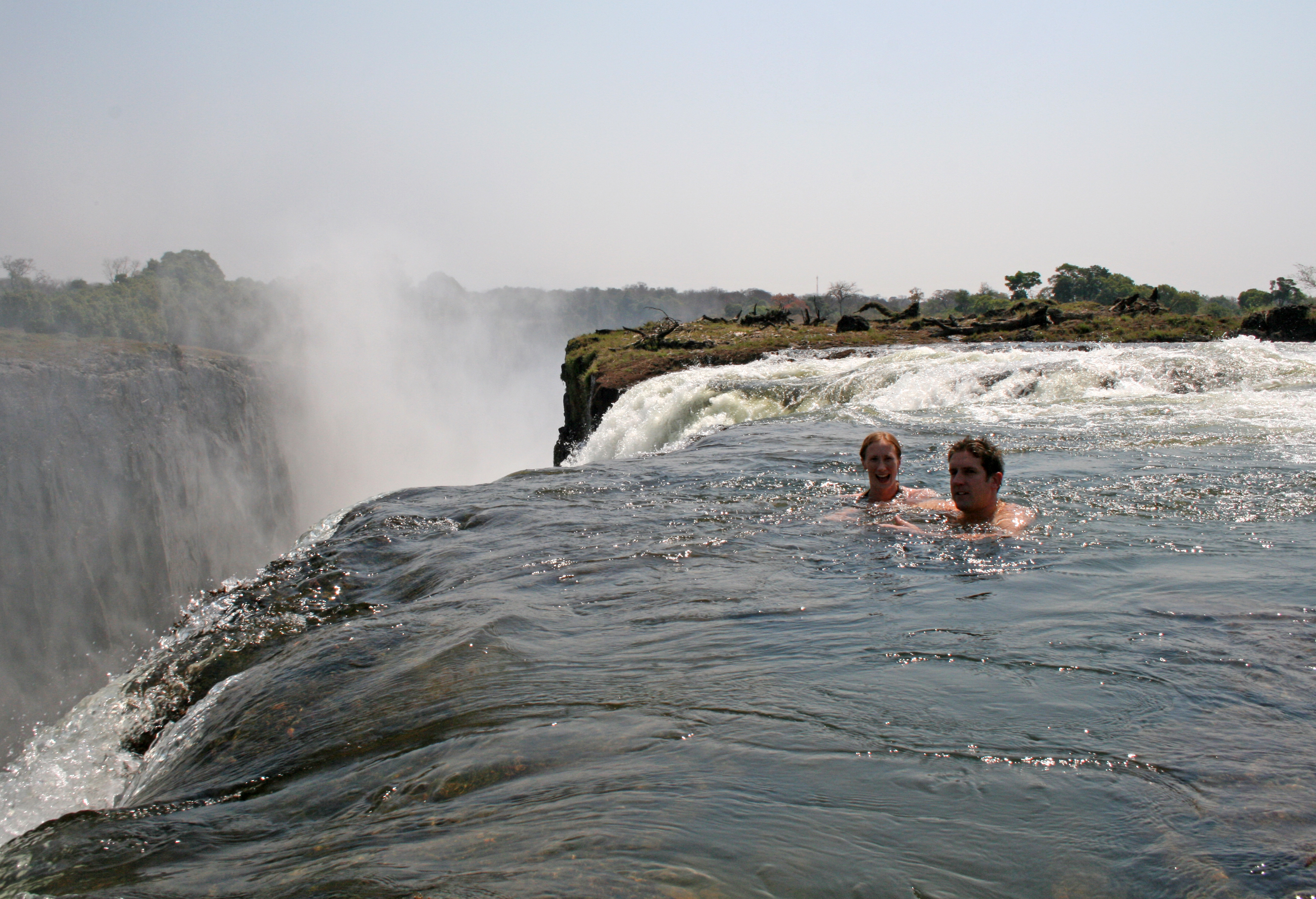
遊客於魔鬼游泳池暢泳，旁邊就是懸崖

魔鬼游泳池號稱全世界最危險的天然游泳池，位在利文斯敦島的懸崖邊，同時也是瀑布的邊緣，旁邊就是100多公尺的深谷。
在乾旱季節，水流相對平緩，也相對的比較安全，但不代表不夠刺激，只有膽子夠大的才敢下水。
前往魔鬼游泳池必須徒步3小時，並且跳過一個個岩石以避開危險的激流，若失足，就會被沖下瀑布。

## 地质学
维多利亚瀑布的上游有许多长满树木的小岛，离瀑布越近，这些岛屿就越多。
地质学家今天还不清楚维多利亚瀑布形成的最初原因。当地的花岗岩中有东西和南北走向的比较软的沉积岩堆积的裂缝。由于东西走向的沉积岩比较软，因此瀑布主要以这个方向扩展，南北走向的沉积岩比较硬，它们形成三比西河的突破口，并将瀑布分成多段。随着时间的变迁瀑布不断向上游后退，而过去的瀑布和岛屿则在下游造成了许多狭窄、多曲的峡谷。由于地质学家对当地的岩石构造比较清楚，因此他们可以预言将来瀑布发展和演化的方向。

## 利用
维多利亚瀑布被联合国教科文组织提升为世界自然遗产后关于对赞比西河的水利应用的争执加深了。作为赞比亚和津巴布韦的边界河它的利用对两个国家来说均有重要意义。赞比西河管理不闻不问打算在维多利亚瀑布下造一座新的大坝，它将是继卡里巴水坝和卡霍拉巴萨水坝后赞比西河上的第三个大水坝。自然保护者警告它的建成将影响当地特有的动植物的生存，以及破坏至今为止未被破坏的峡谷。在瀑布不远处造坝积水还会破坏峡谷的美景，影响旅游业。

### 旅游
在1905年通往布拉瓦约的铁路建成前很少有人到达维多利亚瀑布。在英国殖民统治时期和赞比亚及津巴布韦独立初期越来越多的人到这里来旅游。1960年代后期旅游的人又减少了，原因是在津巴布韦爆发的游击战和赞比亚总统肯尼思·卡翁达统治时期普遍的对外国人的不信任。
1980年代旅游者又增多，维多利亚瀑布还被建设为一个極限運動的中心。1990年代末每年有三十万人来到维多利亚瀑布，估计在将来的十年中其人数会增加到上百万。著名景點為魔鬼游泳池，是號稱全世界最危險的游泳池，位在瀑布邊緣，是個天然形成的泳池。
由于津巴布韦的基础设施比较好，历史上访问津巴布韦方面的游客比访问赞比亚方面的游客多。但是2000年代初由于罗伯特·穆加贝的统治所导致的社会不安使得津巴布韦方面的游客减少。游客可以在两国之间一日性地穿越国界，不必须申请签证。
该世界遗产被认为满足世界遺產登錄基準中的以下基準而予以登錄：
- （vii）包含出色的自然美景与美学重要性的自然现象或地区。
- （viii）代表生命进化的纪录、重要且持续的地质发展过程、具有意义的地形学或地文学特色等的地球历史主要发展阶段的显著例子。

### 国家公園

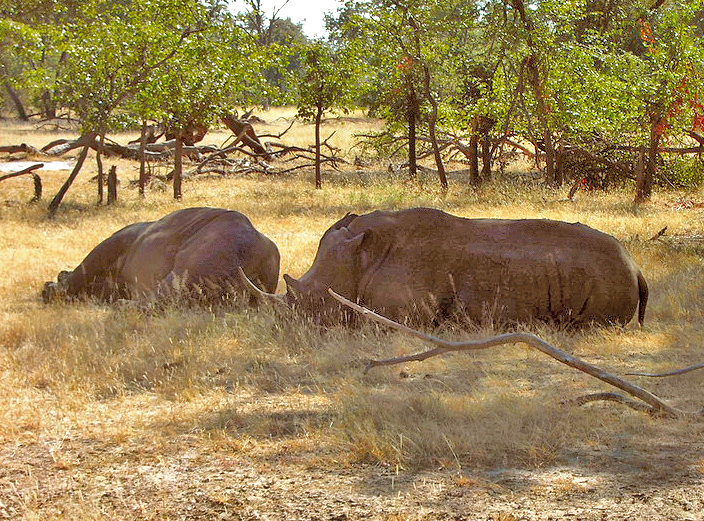
莫西奥图尼亚国家公园中的两头白犀，2005年5月摄

维多利亚瀑布是赞比亚的莫西奥图尼亚国家公园和津巴布韦的维多利亚瀑布国家公园的一部分。这两个国家公园都比较小，莫西奥图尼亚国家公园只有66平方公里，维多利亚瀑布国家公园只有23平方公里。
两个国家公园中均有众多野生动物生活，包括象、非洲野牛和长颈鹿。维多利亚瀑布的上游还有众多河马。
莫西奥图尼亚国家公园里还有两头白犀，它们是赞比亚唯一的白犀，不过它们不是当地土生土长的，而是从南非进口的。在原来英国人的居住区还有一个小墓地位于公园境内。

### 引用出处
1. ↑  莫西奧圖尼亞瀑布/維多利亞瀑布[永久],文化部文化資產局
2. ↑  . World Digital Library. 1890–1925  [2013-06-01]. （原始内容存档于2016-05-03）.